# Зеленодольское (Пензенская область)
Зеленодо́льское — село Никольского района Пензенской области, входит в состав Керенского сельсовета.

## История
В 1991 году указом Президиума Верховного Совета РСФСР центральной усадьбе совхоза «Зеленодольский» присвоено наименование село Зеленодольское.

## Население
| 1979 | 1989 | 1996 | 2002 | 2010 |
| ---- | ---- | ---- | ---- | ---- |
| 259  | ↗375 | ↗380 | ↘348 | ↘304 |

## Улицы
- ул. Лесная,
- ул. Молодёжная,
- ул. Солнечная,
- ул. Центральная.